# Senohrad
Senohrad (bis 1927 slowakisch „Senohrady“; ungarisch Szénavár – bis 1892 Szenograd) ist ein Ort und eine Gemeinde in der Mittelslowakei, mit 713 Einwohnern (Stand 31. Dezember 2024) und liegt im Okres Krupina, einem Kreis des Banskobystrický kraj. Der Name des Ortes bedeutet wörtlich „Heuburg“.

## Geographie

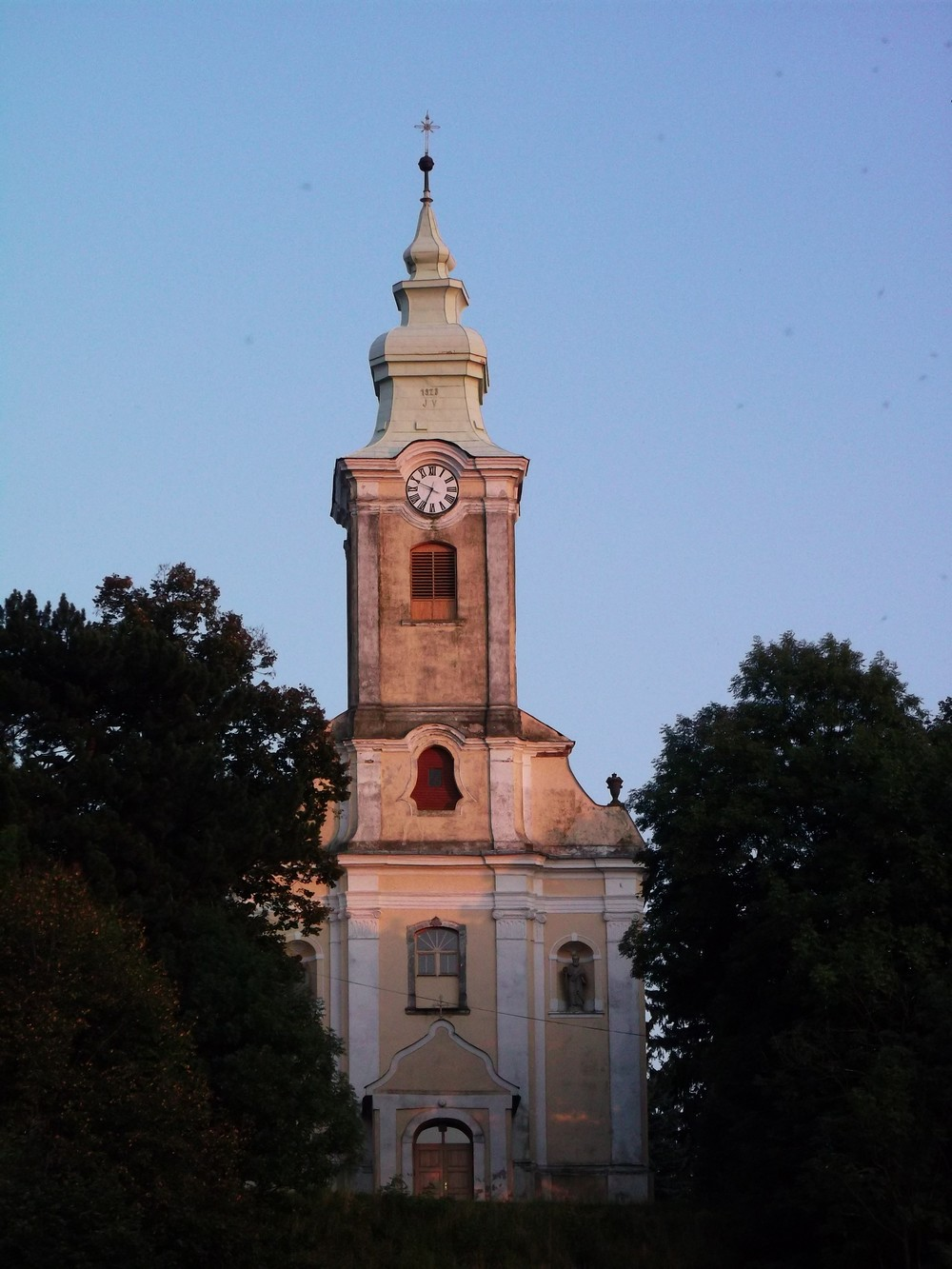
Kirche in Senohrad

Senohrad liegt im Hochland Krupinská planina im nach Süden verlaufenden Tal des Flusses Litava, auf einer Höhe von 592 m n.m. und liegt gleich neben dem Militärgelände Lešť. Das Ortszentrum ist 15 Kilometer von Krupina und 31 Kilometer von Zvolen entfernt.
Der Regionalzugehörigkeit nach gehört Senohrad zur Landschaft Hont.

## Geschichte
Auf dem Gemeindegebiet gibt es Funde aus der Römer-Zeit (2./3. Jahrhundert). 
Der Ort wurde zum ersten Mal 1135 als Zenerag erwähnt, 1262 dann als Senograd. 1779 brach im Ort ein vernichtendes Feuer aus, das die ganze Ortschaft verwüstete. Die Bevölkerung beschäftigte sich mit Landwirtschaft, Schaf- und Viehzucht, zudem gab es auch einige Schmiede.

## Bevölkerung
| Jahr                | 1994 | 2004    | 2014    | 2024    |
| ------------------- | ---- | ------- | ------- | ------- |
| Anzahl der Personen | 719  | 779     | 785     | 713     |
| Unterschied         |      | +8,34 % | +0,77 % | −9,17 % |

| Jahr                | 2023 | 2024    |
| ------------------- | ---- | ------- |
| Anzahl der Personen | 716  | 713     |
| Unterschied         |      | −0,41 % |

## Bauwerke
- barocke römisch-katholische Kirche aus dem Jahr 1768
- barocke Kapelle aus dem Jahr 1748

## Persönlichkeiten
- Andrej Kmeť (1841–1908), slowakischer Botaniker, Ethnograph und Geologe, war im Ort tätig